# Belk Bowl 2019
Match précédent Match suivant
Le Belk Bowl 2019 est un match de football américain de niveau universitaire joué après la saison régulière de 2019, le 31 décembre 2019 au Bank of America Stadium de Charlotte dans l'État de la Caroline du Nord aux États-Unis.
Il s'agit de la 18e édition du Belk Bowl.
Le match met en présence l'équipe des Hokies de Virginia Tech issue de l'Atlantic Coast Conference et l'équipe des Wildcats du Kentucky issue de la Southeastern Conference.
Il débute à midi heure locale et est retransmis à la télévision par ESPN.
L'événement porte le nom de la société Belk (en) qui le sponsorise.
Kentucky gagne le match sur le score de 37 à 30.

## Présentation du match
Il s'agit de la 20e rencontre entre ces deux équipes, Kentucky menant les statistiques avec 11 victoires contre 6 pour Virginia Tech et 2 nuls.
| Équipes | Conférences | Entraîneurs        | Stats. saison rég. | Classements avant le bowl | Classements avant le bowl | Classements avant le bowl |
| --- | ----------- | ------------------ | ------------------ | ------------------------- | ------------------------- | ------------------------- |
| Équipes | Conférences | Entraîneurs        | Stats. saison rég. | CFP                       | AP                        | Coaches                   |
| Hokies de Virginia Tech                                                                                      | ACC         | Justin Fuente (en) | 8 - 4              | NC                        | NC                        | NC                        |
| Wildcats du Kentucky                                                                                         | SEC         | Mark Stoops (en)   | 7 - 5              | NC                        | NC                        | NC                        |
| - Arbitre : David Alvarez (Big 12) - Équipe donnée favorite par les bookmakers : Virginia Tech par 1½ points |             |                    |                    |                           |                           |                           |

### Hokies de Virginia Tech
Avec un bilan global en saison régulière de 8 victoires et 4 défaites (5-3 en matchs de conférence), Virginia Tech est éligible et accepte l'invitation pour participer au Belk Bowl de 2019.
Ils terminent 2e de la Coastal Division de l'Atlantic Coast Conference derrière la Virginie.
À l'issue de la saison 2019, ils n'apparaissent pas dans les classements CFP, AP et Coaches.
C'est leur 2e participation au Belk Bowl :
| Saisons | Dates            | Vainqueurs    | Scores  | Finalistes               | Bilan     |
| ------- | ---------------- | ------------- | ------- | ------------------------ | --------- |
| 2016    | 29 décembre 2016 | Virginia Tech | 35 - 24 | Razorbacks de l'Arkansas | V : 1 - 0 |

### Wildcats du Kentucky
Avec un bilan global en saison régulière de 7 victoires et 5 défaites (3-5 en matchs de conférence), Kentucky est éligible et accepte l'invitation pour participer au Belk Bowl de 2019.
Ils terminent 4e de la East Division de la Southeastern Conference derrière no 4 Georgia, no 6 Florida et Tennessee.
À l'issue de la saison 2019, ils n'apparaissent pas dans les classements CFP, AP et Coaches.
C'est leur première apparition au Belk Bowl.

## Résumé du match
Début du match à  12 h 03 locales, fin à  15 h 23 locales pour une durée totale de jeu de 03 h 20 min
Températures de 11 °C, vent de sud-ouest de 14 km/h, ensoleillé.
| QT            | Temps         | Drive         | Drive         | Drive         | Équipe        | Description de l'action | Score | Score |
| ------------- | ------------- | ------------- | ------------- | ------------- | ------------- | --- | ----- | ----- |
| QT            | Temps         | Jeux          | Yards         | TDP           | Équipe        | Description de l'action | VT    | KEN   |
| 1             | 11:25         | 10            | 39            | 03:45         | VT            | FG de 54 yards par K Brian Johnson | 3     | 0     |
| 1             | 04:20         | 12            | 80            | 06:55         | KEN           | TD à la suite d'une course de 25 yards par QB Lynn Bowden Jr. + 1 point de conversion par K Matt Ruffolo                                    | 3     | 7     |
| 1             | 02:04         | 5             | 75            | 02:16         | VT            | TD de 18 yards par WR Damon Hazelton à la suite d'une réception d'une passe de QB Hendon Hooker + 1 point de conversion par K Brian Johnson | 10    | 7     |
|               |               |               |               |               |               | |       |       |
| 2             | 10:20         | 9             | 60            | 04:40         | VT            | TD de 6 yards par WR Dalton Keene à la suite d'une réception d'une passe de QB Hendon Hooker + 1 point de conversion par K Brian Johnson    | 17    | 7     |
| 2             | 00:53         | 8             | 64            | 04:09         | KEN           | TD à la suite d'une course de 2 yards par RB Christopher Rodruiguez Jr. + 1 point de conversion par K Matt Ruffolo                          | 17    | 14    |
|               |               |               |               |               |               | |       |       |
| 3             | 11:29         | 7             | 43            | 03:31         | KEN           | FG de 40 yards par K Matt Ruffolo | 17    | 17    |
| 3             | 09:57         | 4             | 76            | 01:26         | VT            | TD à la suite d'une course de 43 yards par RB Deshawn McClease + 1 point de conversion par K Brian Johnson                                  | 24    | 17    |
| 3             | 07:57         | 5             | 75            | 02:00         | KEN           | TD à la suite d'une course de 61 yards par QB Lynn Bowden Jr. + 1 point de conversion par K Matt Ruffolo                                    | 24    | 24    |
| 3             | 03:13         | 12            | 53            | 04:44         | VT            | FG de 40 yards par K Brian Johnson | 27    | 24    |
|               |               |               |               |               |               | |       |       |
| 4             | 12:47         | 6             | 30            | 02:46         | VT            | FG de 27 yards par K Brian Johnson | 30    | 24    |
| 4             | 00:15         | 18            | 85            | 08:10         | KEN           | TD de 13 yards par WR Josh Ali à la suite d'une réception d'une passe de QB Lynn Bowden Jr. + 1 point de conversion par K Matt Ruffolo      | 30    | 31    |
| 4             | 00:00         | -             | -             | -             | KEN           | TD à la suite d'un retour de fumble adverse sur 28 yards par LB Jordan Wright                                                               | 30    | 37    |
| Score final : | Score final : | Score final : | Score final : | Score final : | Score final : | Score final : | 30    | 37    |

## Statistiques
| Nom              | Poste | Équipe               |
| ---------------- | ----- | -------------------- |
| Lynn Bowden (en) | QB    | Wildcats du Kentucky |

| Statistiques                           | Hokies de Virginia Tech                                 | Wildcats du Kentucky                                  |
| -------------------------------------- | ------------------------------------------------------- | ----------------------------------------------------- |
| 1er down                               | 20                                                      | 22                                                    |
| 1er down à la course                   | 10                                                      | 16                                                    |
| 1er down à la passe                    | 7                                                       | 4                                                     |
| 1er down suite pénalité                | 3                                                       | 2                                                     |
| Conversion de 3e down                  | 4/11                                                    | 6/13                                                  |
| Conversion de 4e down                  | 1/1                                                     | 1/3                                                   |
| Jeux–yards                             | 55 jeux pour 329 yards                                  | 68 jeux pour 404 yards                                |
| Yards à la course                      | 33 courses pour 219 yards (moyenne de 6,6 yards/course) | 55 courses pour 331 yards (moyenne de 6 yards/course) |
| Yards à la passe                       | 110                                                     | 73                                                    |
| Passes : Réussies-Tentées-Interceptées | 12/22 passes complétées, 0 interception                 | 6/13 passes complétées, 1 interception                |
| Réussite en zone rouge/chances         | 3/3                                                     | 3/3                                                   |
| TD                                     | 3                                                       | 5                                                     |
| Field Goals                            | 3/3                                                     | 1/1                                                   |
| Sacks (Nombre-Yards)                   | 1 pour 4 yards adverses perdus                          | 1 pour 7 yards adverses perdus                        |
| Fumbles (Nombre/Perdus)                | 1/1                                                     | 3/1                                                   |
| Pénalités (Nombre/Yards perdus)        | yards perdus                                            | yards perdus                                          |
| Temps de possession                    | 24:14                                                   | 35:46                                                 |

| Hokies de Virginia Tech |                  |                                                                            |
| Quarterback             | Hendon Hooker    | 12/22 passes complétées, 110 yards, 0 interception, 2TD, 1 sack subi       |
| Meilleur coureur        | Deshawn McClease | 11 courses pour 126 yards nets gagnés, 1 TD, moyenne de 11,5 yards/course  |
| Meilleur receveur       | James Mitchell   | 3 réceptions pour 36 yards gagnés, 0 TD                                    |
| Meilleur tackler        | Rayshard Ashby   | 14 tacles dont 8 en solo, 2½ TFL (4 yards), ½ sack (2 yards), 1 FF et 1 QH |
| Wildcats du Kentucky    |                  |                                                                            |
| Quarterback             | Lynn Bowden (en) | 6/12 passes complétées, 73 yards, 1 interception, 1 TD, 1 sack subi        |
| Meilleur coureur        | Lynn Bowden Jr.  | 34 courses pour 239 yards nets gagnés, 2 TDs, moyenne de 6,9 yards/course  |
| Meilleur receveur       | Josh Ali         | 4 réceptions pour 52 yards gagnés, 1 TD                                    |
| Meilleur tackler        | Kash Daniel      | 8 tacles dont 6 en solo                                                    |